# Ness
Ness (anglicky River Ness skotskou gaelštinou Abhainn Nis) je řeka ve Skotsku v oblasti zvané Highlands. Původ slova ness a koncovky téže podoby pocházejí dle historiků z doby osídlení Vikingy a znamenají vrchol hory (hlavy). Původ jména řeky pak mohl znít jako Řeka tekoucí shora.

## Průběh toku
Vytéká z jezera Ness (Loch Ness) a postupuje směrem na východ k zálivu Moray Firth. Část řeky je použita jako součást Kaledonského kanálu. Řeka protéká středem města Inverness.

## Využití
V řece a jejím okolí je rozmanitá fauna a flóra. Tok je také častým cílem rybářů, protože se zde vyskytuje množství lososů.